# Przytok (Sianów)
Przytok (deutscher Name: Zwölfhufen) ist eine Ortschaft in der polnischen Woiwodschaft Westpommern. Sie gehört zur Stadt- und Landgemeinde Sianów (Zanow) im Kreis Koszalin (Köslin).

## Geografische Lage
Das ehemalige Gutsdorf Przytok liegt im Tal der Polnica (Pollnitz) an der Verbindungsstraße von Sianów an der Landesstraße 6 (Europastraße 28) Stettin – Danzig nach Polanów (Pollnow) an der Woiwodschaftsstraße 205 Bobolice (Bublitz) – Sławno (Schlawe). Bis zur Kreisstadt Koszalin sind es 18 Kilometer, und die Bahnstation Skibno (Schübben-Zanow) an der Bahnstrecke Stargard in Pommern – Danzig liegt 12 Kilometer entfernt.

## Ortsname
Der Name Przytok als Ortsbezeichnung kommt in Polen insgesamt dreimal vor.

## Geschichte
Um 1780 hatte das „ritterfreye Vorwerk“ 1546 Morgen, 167 Ruten und 4 Karpfenteiche an der Grenze zur Gemeinde Szczeglino (Steglin). Etwa 42 Bauern und Kossäten aus Panknin (heute polnisch: Pękanino), Damerow (Dąbrowa), Karnkewitz (Karnieszewice) und Zitzmin (Sieciemin) waren damals dem Gut Zwölfhufen hand- und spanndienstpflichtig. Der Name des Gutsbesitzers im Jahre 1908 war Redes.
Zwölfhufen war bis 1945 eine Ortschaft der Gemeinde Karnkewitz und lag damals im Landkreis Schlawe i. Pom. im Regierungsbezirk Köslin der preußischen Provinz Pommern.
Nach 1945 wurde der Gutsbezirk Zwölfhufen ein Teil Polens und unter dem Namen Przytok ein Teil der Gmina Sianów im Powiat Koszaliński der Woiwodschaft Westpommern (bis 1998: Woiwodschaft Köslin).

## Kirche
Bis 1945 gehörte Zwölfhufen zur Kirchengemeinde Zitzmin (polnisch: Sieciemin), die in das Kirchspiel Damerow (Dąbrowa) integriert war. Das Kirchspiel lag im Kirchenkreis Rügenwalde der Kirchenprovinz Pommern der evangelischen Kirche der Altpreußischen Union.
Heute ist die Bevölkerung von Przytok überwiegend katholisch.

## Schule
Die Kinder aus Zwölfhufen besuchten bis 1945 die Schule in Karnkewitz.